# Jack Davis
Jack Wells Davis, född 11 september 1930 i Amarillo i Texas, död 20 juli 2012 i San Diego i Kalifornien, var en amerikansk friidrottare.
Davis blev olympisk silvermedaljör på 110 meter häck vid sommarspelen 1952 i Helsingfors och vid sommarspelen 1956 i Melbourne.